# Ian Scheckter
Ian Scheckter (n. 22 august 1947) este un fost pilot sud-african de Formula 1 care a evoluat în Campionatul Mondial între anii 1974 și 1977. Este fratele mai mare al lui Jody Scheckter.